# روزهای تلخ و شیرین
روزهای تلخ و شیرین یک مجموعه تلویزیونی محصول سال ۱۳۷۷ به کارگردانی برهان هدایت‌پور و محمدرضا نیازی و تهیه‌کنندگی حجت‌الله سیفی می‌باشد که از شبکه دو پخش شد.

## بازیگران
- بابک والی
- حسن رفیعی
- مهررضا رحیمی
- محمدمهدی نهانی
- منصور یزدانی
- نیلوفر دوستی